# ICE 2

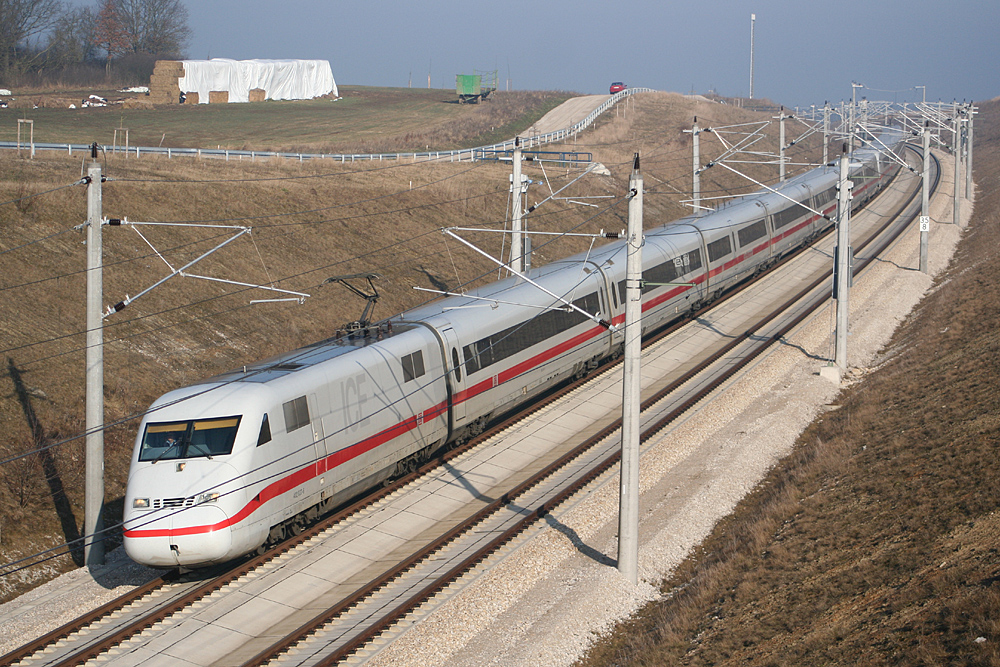
ICE 2 a Nürnberg–München nagysebességű vasútvonalon

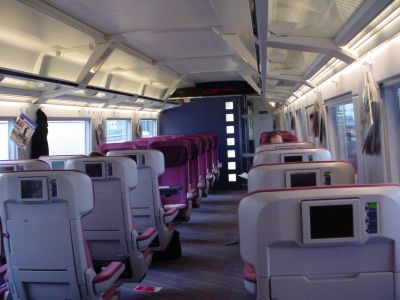
Első osztályú utastér

Az ICE 2 a Deutsche Bahn második generációs nagysebességű vonata. Ez egy különleges ingavonat, mely egy hajtófejből, 6 db személykocsiból és egy vezérlőkocsiból áll. Az ICE 2 nagy előnye az ICE 1-gyel szemben, hogy a két félvonat gyorsan összekapcsolható és szétcsatolható, így egy frekventált vonalon összecsatolt szerelvények menetrend szerint szétcsatolhatók egy köztes állomáson, ahonnan eltérő céllal, de kisebb forgalmú vonalakon folytathatják útjukat.
Az ICE 2-k egyik jellemző útvonal kialakítása például: Berlin–Hannover–Hamm, ott szétcsatolás, az egyik vonat Düsseldorfon keresztül Kölnbe, a másik Wuppertalon keresztül Kölnbe, majd némelyik még tovább közlekedik Bonnon keresztül Koblenzbe.

## Története
Néhány évvel az ICE 1 debütálása után a DB (Deutsche Bahn) egy újabb generációs nagysebességű vonaton kezdett gondolkozni. Egy tanulmány ebben a témában kimutatta, hogy egy ICE szerelvény, azaz egy motorkocsi és 6 kocsi egy vezérlőkocsival kiegészítve gazdaságosabb lehet, mint az ICE 1 konstrukciója.
1993 végén a DB leadta a rendelését a fenti konfigurációból álló 44 darab ICE 2 szerelvényre. A rendelésben szerepelt még két további motorkocsi, egy vezérlőkocsi és 26 kocsi – ezeket üzemi tartaléknak szánták. A motorkocsikat az essen-i Krupp-Werk, a vezérlőkocsikat az Adtranz Nürnberg, a 264 kocsit pedig a AEG, DUEWAG AG, LHB és DWA konzorcium építette meg.
A vontatójárművekbe – így az Intercity Express hajtójárműveibe – beépíthető teljesítményt valójában a tengelynyomás is korlátozza. Ez irányította az 1990-es évek közepén a német szakemberek figyelmét ismét a vezérlőkocsis (toltvonati) rendszer továbbfejlesztésére. Ennek eredményeként az egyik végén 17 tonna tengelyterhelésű vontatójárművet, a másik végén pedig egy 14-15 tonna tengelyterhelésű vezérlőkocsiból álló szerelvényt igényelt a DB AG. A szakembereket kezdetben az foglalkoztatta, hogy a tervezett 280–300 km/h sebesség esetén az elöl haladó könnyebb vezérlőkocsit az előtte létrejövő levegőtorlódás emelést előidéző függőleges komponense nem tehermentesíti-e túlságosan, ami főként alagutak előtt veszélyeztetné a közlekedés biztonságát.
A DB az ICE vezérlőkocsis változatából prototípust rendelt a Siemens cégtől. A prototípussal végzett kísérletek és a futópróba eredményes volt. Az ICE 2 első, részleges szerelvényei 1996 óta közlekednek a DB AG fővonalain, a teljesen komplett szerelvényeket (44 db) 1997. július 1-jétől közlekedtetik menetrendszerűen.
A Berlin-Hannover-Köln-Bréma vonalon az ICE 2-es szerelvényekből az eddigi hosszú vonatok helyett úgynevezett félvonatok is közlekednek, mivel az új szerelvények a régivel ellentétben megbonthatók.

## Műszaki leírás
Az ICE 2 vonatok tengelyterhelése 15 tonna, így lehetővé válik, hogy a TGV, vagy akár az Eurostar és a svájci 17 tonna tengelyterhelésű vonalakra is átjárjanak.
Az ICE 2 vonatok kocsijainak tömege 5 tonnával kevesebb az ICE 1 szerelvények tömegénél, korszerűbb az energiaellátásuk, fékberendezésük, sőt a kocsik belső terei is. Elektronikus utas-információs rendszerével, számítógép-csatlakozási lehetőségeivel, videó szolgáltatásaival is népszerű az utasok körében. A légrugózású SGP 400 típusú forgóvázakkal nyugodt a kocsik járása. A bejárati ajtókat és lépcsőket az ICE 2 szerelvényben úgy alakították ki, hogy a német vonalak 840, 760 és 550 mm peronmagasságaihoz is alkalmasak legyenek. A szolgáltató kocsiban bárt és egy 24 ülőhelyes asztalfoglalásos étkező részt helyeztek el, és a szomszédos első osztályú kocsiban pedig asztalfoglalás nélkül lehet étkezni. A DB AG szakemberei szerint a vezérlőkocsis ICE 2-es szerelvények az ICE 1-hez képest 20%-os költségmegtakarítást eredményeztek a kevesebb járulékos költség miatt.
A szerelvényeken a rugózást és a fékrendszert átépítették, modernizálták. A kocsik fékpróbáit például Bielefeld és Hamm között végezték úgy, hogy egy speciális csatlakozóval szerelt mozdony egy adott sebességig felgyorsította a vontatott kocsit, majd lecsatolta azt, majd a kocsi megkezdte a (vész)fékpróbát.
Hajtástechnika és fékrendszer tekintetében az ICE 1 megoldásait vették át; a vonófejekbe 4 külső hűtésű váltóáramú asszinkron motor került beépítésre, motoronként 1200 kW teljesítménnyel. Az elsődleges generátoros motorfékeket egy elektro-pneumatikus tárcsafék rendszer egészítette ki. Fékezéskor az energia nagy részét a rendszer visszatermeli a felsővezetékbe. A típushoz a DSA 350 SEK típusjelzésű áramszedő került kifejlesztésre, a vezérlőkocsi áramszedő nélkül került kiépítésre. A forgóvázak korábbi acélrugós megoldását légrugókkal váltották fel.
A dinamikus csatlakozást automatikus Scharfenbergkupplunggal oldották meg. Csatlakozáskor, mely maximum 4 km/h-s közelítési sebességgel valósítható meg, a légvezeték, vezérlő-, UIC- és egyéb vezetékek és optikai csatolók is automatikusan csatlakoznak. A csatlakozót egy üvegszál merevítésű borítás védi, mely a vezetőállásból távirányítással nyitható.
A vonat irányítástechnikai felügyeletét egy redundáns SIBAS 32-s rendszerű ZSG (Zentrales Steuergerät) látja el. Míg az ICE 2 vonófejeket lehet ICE 1 szerelvényekbe lehet integrálni, ez fordítva már nem igaz, mert az ICE 2 kocsik elektromos kialakítása eltér az ICE 1-es változatoktól.